# Campionati del mondo di atletica leggera 2015 - 100 metri piani femminili
La gara dei 100 metri piani femminili dei Campionati del mondo di atletica leggera 2015 si è svolta tra il 22 e il 23 agosto.

## Podio
| Pos.    | Atleta                  | Nazionalità | Misura |
| ------- | ----------------------- | ----------- | ------ |
| Oro     | Shelly-Ann Fraser-Pryce | Giamaica    | 10.76  |
| Argento | Dafne Schippers         | Paesi Bassi | 10.81  |
| Bronzo  | Tori Bowie              | Stati Uniti | 10.86  |

## Situazione pre-gara

### Record
Prima di questa competizione, il record del mondo e il record dei campionati erano i seguenti.
| Record                | Prestazione | Atleta                               | Data                                     | Competizione  |
| --------------------- | ----------- | ------------------------------------ | ---------------------------------------- | ------------- |
| Record mondiale       | 10"49       | Florence Griffith-Joyner Stati Uniti | 16 luglio 1988 Indianapolis, Stati Uniti |               |
| Record dei campionati | 10"70       | Marion Jones Stati Uniti             | 22 agosto 1999 Siviglia, Spagna          | Mondiali 1999 |

### Campionesse in carica
Le campionesse in carica, a livello mondiale e olimpico, erano:
| Campionessa | Atleta                           | Prestazione | Data                              | Competizione         |
| ----------- | -------------------------------- | ----------- | --------------------------------- | -------------------- |
| Olimpica    | Shelly-Ann Fraser-Pryce Giamaica | 10"75       | 4 agosto 2012 Londra, Regno Unito | Giochi olimpici 2012 |
| Mondiale    | Shelly-Ann Fraser-Pryce Giamaica | 10"71       | 12 agosto 2013 Mosca, Russia      | Mondiali 2013        |

### La stagione
Prima di questa gara, le atlete con le migliori tre prestazioni dell'anno erano:
| Pos. | Atleta                           | Prestazione | Data                                     |
| ---- | -------------------------------- | ----------- | ---------------------------------------- |
| 1    | Shelly-Ann Fraser-Pryce Giamaica | 10"74       | 4 luglio 2015 Paris Saint-Denis, Francia |
| 2    | English Gardner Stati Uniti      | 10"79       | 26 giugno 2015 Eugene, Stati Uniti       |
| 3    | Blessing Okagbare Nigeria        | 10"80       | 4 luglio 2015 Paris Saint-Denis, Francia |

## Risultati

### Qualificazioni
Si qualificano alla finale i migliori 3 tempi di ogni batteria (Q) e i successivi 3 tempi (q).
| Pos. | Batteria | Nome                    | Nazionalità               | Tempo | Note                                     |
| ---- | -------- | ----------------------- | ------------------------- | ----- | ---------------------------------------- |
| 1    | 1        | Tori Bowie              | Stati Uniti               | 10.88 | Q                                        |
| 1    | 4        | Shelly-Ann Fraser-Pryce | Giamaica                  | 10.88 | Q                                        |
| 3    | 4        | Marie-Josée Ta Lou      | Costa d'Avorio            | 10.95 | Q                                        |
| 4    | 3        | Michelle-Lee Ahye       | Trinidad e Tobago         | 10.98 | Q                                        |
| 5    | 5        | Dafne Schippers         | Paesi Bassi               | 11.01 | Q                                        |
| 6    | 1        | Veronica Campbell-Brown | Giamaica                  | 11.04 | Q                                        |
| 7    | 2        | Blessing Okagbare       | Nigeria                   | 11.07 | Q                                        |
| 8    | 2        | Natasha Morrison        | Giamaica                  | 11.08 | Q                                        |
| 8    | 4        | Carina Horn             | Sudafrica                 | 11.08 | Q                                        |
| 10   | 3        | Ivet Lalova             | Bulgaria                  | 11.09 | Q,                                       |
| 11   | 3        | Murielle Ahouré         | Costa d'Avorio            | 11.10 | Q                                        |
| 12   | 3        | Ezinne Okparaebo        | Norvegia                  | 11.12 | q,                                       |
| 13   | 6        | Kelly-Ann Baptiste      | Trinidad e Tobago         | 11.13 | Q                                        |
| 14   | 7        | Rosângela Santos        | Brasile                   | 11.14 | Q                                        |
| 15   | 5        | Semoy Hackett           | Trinidad e Tobago         | 11.16 | Q,                                       |
| 15   | 7        | English Gardner         | Stati Uniti               | 11.16 | Q                                        |
| 17   | 6        | Mujinga Kambundji       | Svizzera                  | 11.17 | Q,                                       |
| 18   | 6        | Sherone Simpson         | Giamaica                  | 11.22 | Q                                        |
| 19   | 7        | Chisato Fukushima       | Giappone                  | 11.23 | Q,                                       |
| 20   | 2        | Viktoriya Zyabkina      | Kazakistan                | 11.24 | Q                                        |
| 21   | 1        | Asha Philip             | Regno Unito               | 11.28 | Q                                        |
| 21   | 6        | Wei Yongli              | Cina                      | 11.28 | q,                                       |
| 23   | 5        | Jasmine Todd            | Stati Uniti               | 11.29 | Q                                        |
| 23   | 4        | Ramona Papaioannou      | Cipro                     | 11.29 | q                                        |
| 23   | 4        | Rebekka Haase           | Germania                  | 11.29 |                                          |
| 26   | 6        | Khamica Bingham         | Canada                    | 11.30 |                                          |
| 27   | 3        | Crystal Emmanuel        | Canada                    | 11.33 |                                          |
| 28   | 1        | Gina Lückenkemper       | Germania                  | 11.34 |                                          |
| 29   | 5        | Olesya Povh             | Ucraina                   | 11.40 |                                          |
| 30   | 2        | Naomi Sedney            | Paesi Bassi               | 11.41 |                                          |
| 30   | 2        | Verena Sailer           | Germania                  | 11.41 |                                          |
| 32   | 7        | Maja Mihalinec          | Slovenia                  | 11.42 |                                          |
| 33   | 3        | Isidora Jiménez         | Cile                      | 11.47 |                                          |
| 33   | 5        | Tahesia Harrigan-Scott  | Isole Vergini Britanniche | 11.47 |                                          |
| 35   | 6        | Narcisa Landazuri       | Ecuador                   | 11.48 |                                          |
| 35   | 7        | Sheniqua Ferguson       | Bahamas                   | 11.48 |                                          |
| 37   | 1        | Olga Safronova          | Kazakistan                | 11.49 |                                          |
| 38   | 1        | Inna Eftimova           | Bulgaria                  | 11.50 |                                          |
| 39   | 4        | Mediam Vargas           | Venezuela                 | 11.51 |                                          |
| 40   | 5        | Kimberly Hyacinthe      | Canada                    | 11.54 |                                          |
| 41   | 2        | Melissa Breen           | Australia                 | 11.61 |                                          |
| 42   | 7        | Natalia Pohrebniak      | Ucraina                   | 11.62 |                                          |
| 42   | 7        | Andrea Purica           | Venezuela                 | 11.62 |                                          |
| 44   | 3        | Aziza Sraity            | Libano                    | 11.98 |                                          |
| 45   | 6        | Hafsatu Kamara          | Sierra Leone              | 12.13 |                                          |
| 46   | 5        | Adriana Alves           | Angola                    | 12.19 | Miglior prestazione personale            |
| 47   | 1        | Valentina Meredova      | Turkmenistan              | 12.25 |                                          |
| 48   | 3        | Patricia Taea           | Isole Cook                | 12.34 | Miglior prestazione personale stagionale |
| 49   | 1        | Lidiane Lopes           | Capo Verde                | 12.43 | Record nazionale                         |
| 50   | 6        | Marlene Mevong          | Guinea Equatoriale        | 12.56 |                                          |
| 51   | 5        | Regine Tugade           | Guam                      | 12.60 |                                          |
| 52   | 2        | Lihen Jonas             | Micronesia                | 13.70 |                                          |
|      | 2        | Charlotte Wingfield     | Malta                     | dq    |                                          |
|      | 4        | Jamile Samuel           | Paesi Bassi               | dq    |                                          |

### Semifinali
Si qualificano alla finale i migliori 2 tempi di ogni batteria (Q) e i successivi 2 tempi (q).
| Pos. | Batteria | Nome                    | Nazionalità       | Tempo | Note                                     |
| ---- | -------- | ----------------------- | ----------------- | ----- | ---------------------------------------- |
| 1    | 1        | Shelly-Ann Fraser-Pryce | Giamaica          | 10.82 | Q                                        |
| 2    | 3        | Dafne Schippers         | Paesi Bassi       | 10.83 | Q,                                       |
| 3    | 2        | Tori Bowie              | Stati Uniti       | 10.87 | Q                                        |
| 4    | 1        | Blessing Okagbare       | Nigeria           | 10.89 | Q                                        |
| 4    | 3        | Veronica Campbell-Brown | Giamaica          | 10.89 | Q,                                       |
| 6    | 2        | Kelly-Ann Baptiste      | Trinidad e Tobago | 10.90 | Q                                        |
| 7    | 2        | Natasha Morrison        | Giamaica          | 10.96 | q,                                       |
| 8    | 3        | Michelle-Lee Ahye       | Trinidad e Tobago | 10.97 | q,                                       |
| 9    | 3        | Murielle Ahouré         | Costa d'Avorio    | 10.98 |                                          |
| 10   | 1        | Marie-Josée Ta Lou      | Costa d'Avorio    | 11.04 | Miglior prestazione personale            |
| 11   | 1        | Sherone Simpson         | Giamaica          | 11.06 |                                          |
| 12   | 2        | Rosângela Santos        | Brasile           | 11.07 |                                          |
| 12   | 2        | Mujinga Kambundji       | Svizzera          | 11.07 | Record nazionale                         |
| 14   | 3        | Ivet Lalova             | Bulgaria          | 11.13 |                                          |
| 14   | 1        | Semoy Hackett           | Trinidad e Tobago | 11.13 | Miglior prestazione personale stagionale |
| 14   | 1        | English Gardner         | Stati Uniti       | 11.13 |                                          |
| 17   | 3        | Carina Horn             | Sudafrica         | 11.15 |                                          |
| 18   | 2        | Viktoriya Zyabkina      | Kazakistan        | 11.19 | Miglior prestazione personale            |
| 18   | 3        | Ezinne Okparaebo        | Norvegia          | 11.19 |                                          |
| 20   | 1        | Asha Philip             | Regno Unito       | 11.21 |                                          |
| 20   | 3        | Jasmine Todd            | Stati Uniti       | 11.21 |                                          |
| 22   | 1        | Wei Yongli              | Cina              | 11.27 | Miglior prestazione personale            |
| 23   | 2        | Chisato Fukushima       | Giappone          | 11.32 |                                          |
| 24   | 2        | Ramona Papaioannou      | Cipro             | 11.38 |                                          |

### Finale
| Pos. | Nome                    | Nazionalità       | Tempo | Note             |
| ---- | ----------------------- | ----------------- | ----- | ---------------- |
|      | Shelly-Ann Fraser-Pryce | Giamaica          | 10.76 |                  |
|      | Dafne Schippers         | Paesi Bassi       | 10.81 | Record nazionale |
|      | Tori Bowie              | Stati Uniti       | 10.86 |                  |
| 4    | Veronica Campbell-Brown | Giamaica          | 10.91 |                  |
| 5    | Michelle-Lee Ahye       | Trinidad e Tobago | 10.98 |                  |
| 6    | Kelly-Ann Baptiste      | Trinidad e Tobago | 11.01 |                  |
| 7    | Natasha Morrison        | Giamaica          | 11.02 |                  |
| 8    | Blessing Okagbare       | Nigeria           | 11.02 |                  |